# Stadiongracht

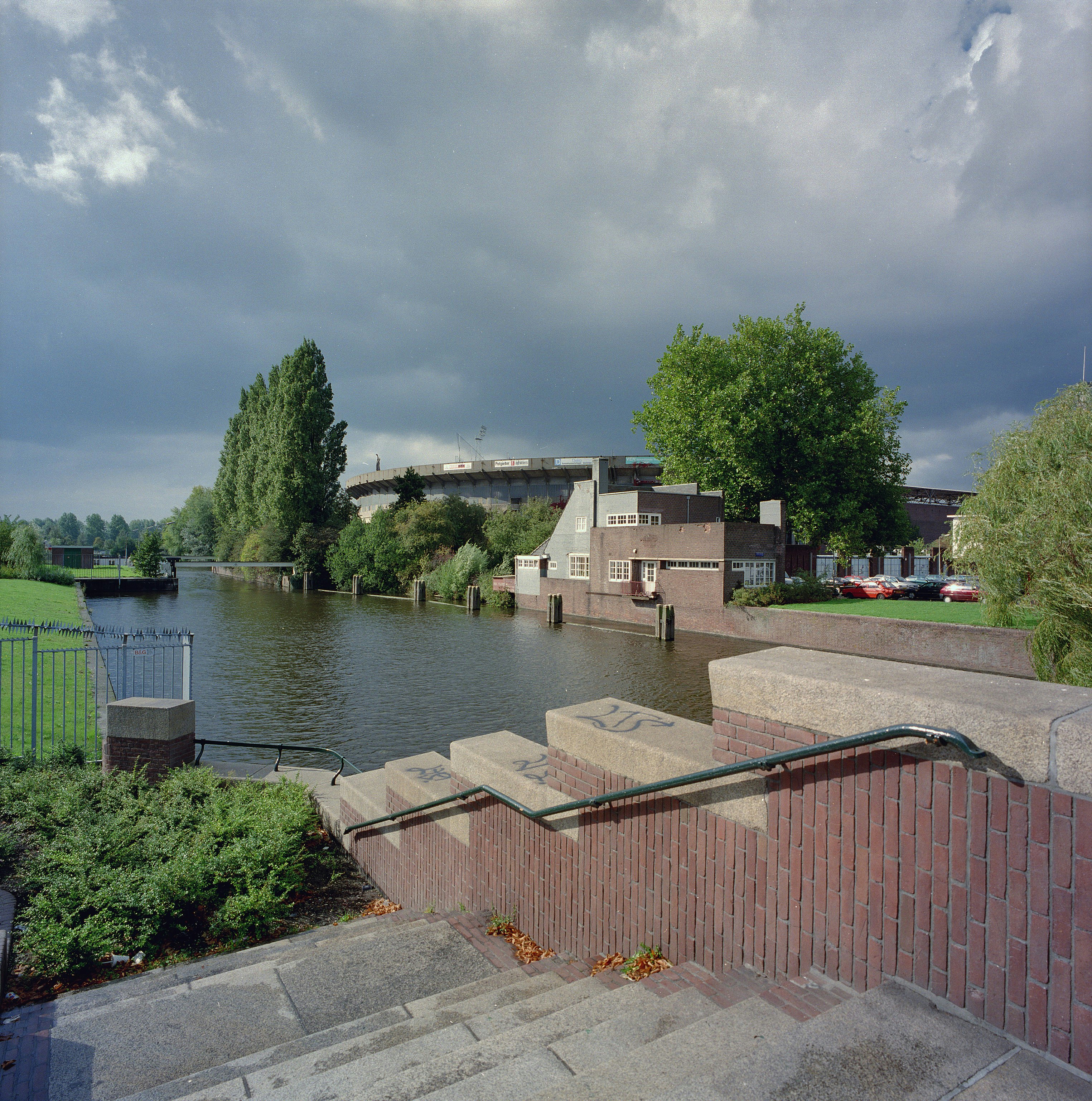
Stadiongracht gezien vanaf de Stadionbrug, met linksachter de sluis en rechtsachter het Olympisch Stadion.

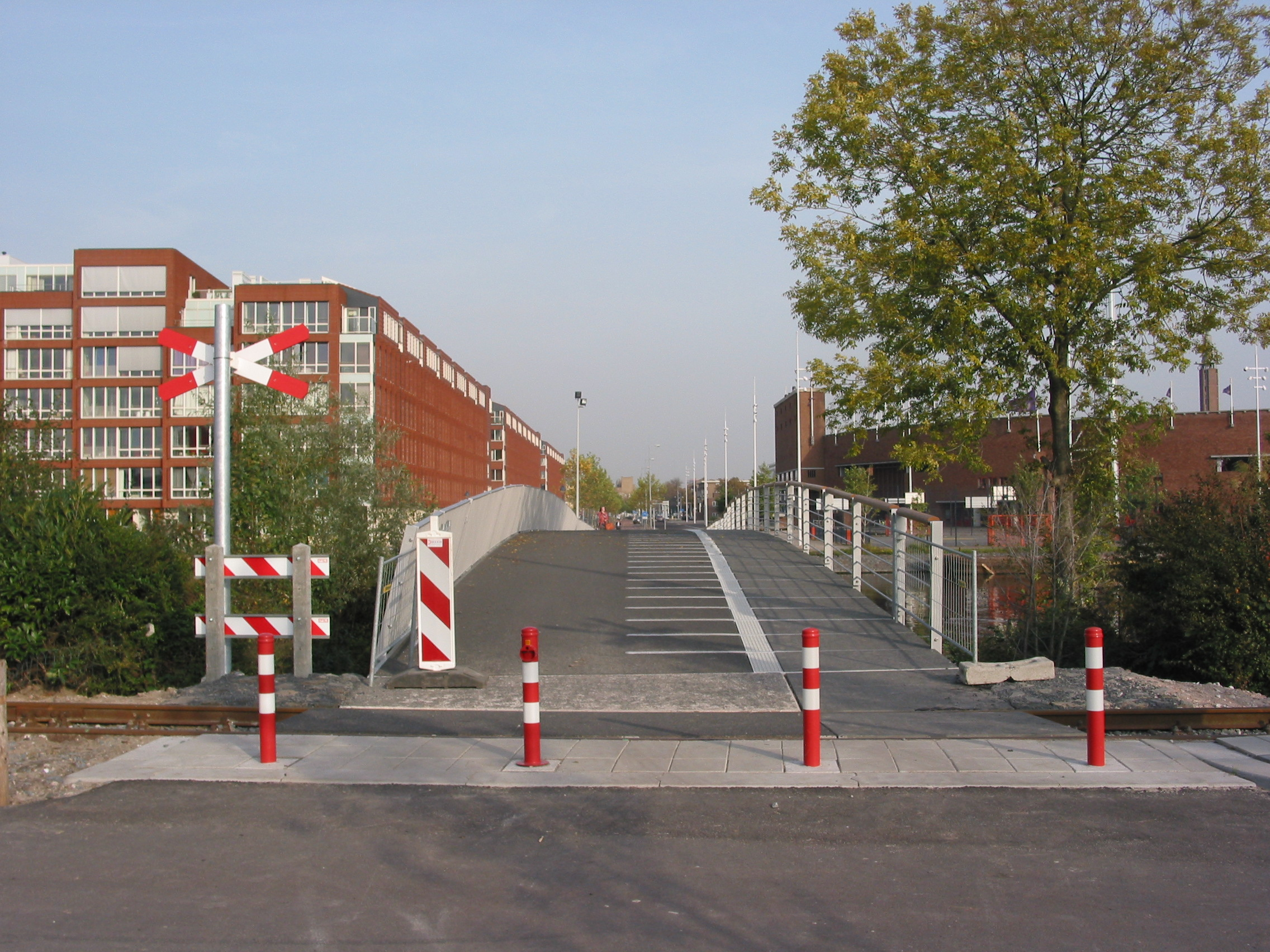
De Jan Wilsbrug, met rechtsachter het Olympisch Stadion.

De Stadiongracht is een gracht in Amsterdam-Zuid; gegraven rond 1928.
De Stadiongracht vormde een verbinding tussen het Zuider Amstelkanaal en het Noorder Amstelkanaal aan de westzijde van de Stadionbuurt. De gracht is om het terrein van het Olympisch Stadion gegraven en aan de westkant via het Olympiakanaal verbonden met de Schinkel, via dit water kan men uitkomen op het Nieuwe Meer. Er is geen rechtstreekse waterverbinding meer met het Noorder Amstelkanaal, zodat het noordelijk deel van de Stadiongracht doodloopt op de Amstelveenseweg.
Er zijn enkele bruggen over de Stadiongracht.
Langs het westelijk deel van het kanaal loopt het traject van de museumtramlijn over de Schinkeleilanden naar het Amsterdamse Bos.
De Jan Wilsbrug (brug nr. 2247), voor voetgangers en fietsers, verbindt hier sinds 2008 de Laan der Hesperiden met de spoordijk waarover naast de tramlijn ook een fietspad loopt.
Over het zuidelijk deel van de gracht ligt de Na Druk Gelukbrug (brug nr. 999), ontworpen door de architect René van Zuuk, tussen het Stadion en het IJsbaanpad.
Er is daarnaast een kleine sluis aanwezig, die niet meer als zodanig dienstdoet omdat het waterpeil aan beide kanten even hoog is. De sluis wordt eens in de een à twee jaar in verband met waterbeheer dichtgezet. Nog een stukje oostelijker gaat de Stadiongracht bij de Stadionbrug (brug nr. 413) over in het Zuider Amstelkanaal.
In postcodegidsen ontbreekt de naam; de kades van de gracht hebben een andere naam, waaronder de Afroditekade.